# Wacław Waxmański
Wacław Waxmański, Wacław Wachmański (ur. w 1719, zm. w 1787 na Górze św. Anny) – franciszkański zakonnik.
W 1742 wstąpił do zakonu franciszkańskiego. W okresie 1769–1772 i 1773–1775 piastował stanowisko gwardiana  klasztoru na Górze św. Anny, w klasztorze tym mieszkał i działał także później, aż do śmierci. 
Oprócz działalności organizacyjnej stworzył liczne kazania oraz opublikował pierwszy modlitewnik związany z Górą św. Anny pt.: Nowa Jerozolima, albo Kalwarya całej Męki Jezusowey i Bolesney Matki Jego Maryi Panny wyrażająca drogi. W Górnym Śląsku, na Górach Chełm, teraz  Anny Swiętey nazwanych od jaśnie wielmożnych fundatorów Grafów de Gaszyn wystawiona, zaś Roku Pańskiego 1764 u uroczystości Krzyża Św. zaprowadzona (wydany we Wrocławiu w 1767, wydano także w 1860, 1869, a w 1768 wydany także po niemiecku). Wydanie modlitewnika było związane z przejęciem przez franciszkanów drogi kalwaryjnej, jej rozbudową i masowym wzrostem ruchu pielgrzymkowego, co wymagało nowych wydawnictw skierowanych do pielgrzymów. 